# Angelyne
Angelyne, geboren Ronia Tamar Goldberg, später Renee Tami Goldberg, (* 2. Oktober 1950 in Polen) ist ein US-amerikanisches Fotomodell, Schauspielerin und Sängerin. Das Playboy-Magazin bezeichnete sie als „die berühmteste Blondine von Los Angeles“.

## Karriere
Biografische Daten über ihr Leben vor ihrem Auftreten als Angelyne sind unbekannt. Sie selber äußert sich nicht über ihr Geburtsdatum.
Bekannt wurde Angelyne Anfang der 1980er Jahre, als sie ihr Bild auf zahlreichen Plakatwänden in Los Angeles abbilden ließ. Sie präsentiert sich als Sexbombe mit platinblonden Haaren, schrillem Make-up, riesigen Silikonbrüsten und ostentativ ausgeschnittener, immer  pinkfarbener Kleidung. Über ihr Äußeres gab sie an: „Barbie wünschte, sie wäre ich“. Wer die immensen Kosten für die jahrelange Mietung der großen Plakatwände übernimmt, ist unbekannt. Ihre „Auftritte“ organisiert sie meist selbst, indem sie lediglich in ihrer pinken Corvette durch Los Angeles fährt. „Angelyne gehört zu Los Angeles wie das Hollywoodzeichen“, und sie sei „berühmt dafür, bekannt zu sein“, schrieb der Playboy in seiner Septemberausgabe 1997.
Sie trat in ein paar Filmen und als Gaststar in Fernsehsendungen auf. 1990 wurde sie für ihre Nebenrolle in Zebo, der Dritte aus der Sternenmitte für die Goldene Himbeere nominiert. „Angelyne kann eigentlich gar nichts so wirklich, und das aber so richtig gut. Aus eben jenem Grund ist die „Schauspielerin“ aus Hollywood in der Stadt der Reichen und (nicht immer) Schönen auch so bekannt wie ein bunter Hund und mittlerweile eine Ikone.“ (promiflash.de)
2003 kandidierte sie für das Amt des Gouverneurs von Kalifornien. Ihr Wahlslogan lautete: „We’ve had Gray, we’ve had Brown now it’s time for some blond and pink.“
(Wir hatten Grau, wir hatten Braun nun ist es Zeit für Blond und Pink). Mit 2536 Wahlstimmen belegte sie Platz 28. 2008 kandidierte sie für das Ehrenamt des Bürgermeisters von Hollywood, das rein repräsentativ und ohne politische Befugnis ist.
2021 kandidierte sie bei Recallwahl des Gouverneurs in Kalifornien, mit 35.900 Stimmen belegte sie einen soliden Platz 18.

## Filmografie (Auswahl)
- 1988: Zebo, der Dritte aus der Sternenmitte (Earth Girls Are Easy)
- 1988: Dangerous love – Lust und Begierde (Dangerous Love)
- 1989: Tödliche Fäuste (Hardcase and Fist)
- 1989: Homer und Eddie (Homer and Eddie)
- 1991: The Malibu Beach Vampires
- 1998: The Angelyne Dream Experience
- 1999: The Underground Comedy Movie
- 2000: Flies On Cupid
- 2014: Running Wild
- 2017: The Disaster Artist

## In anderen Medien
- 1994:  Hollywood Women (TV-Serie)
- 1999: Nina Hagen = Punk + Glory (Dokumentation)
- 2002: Cleavage (Dokumentation)
- 2006: Video on Trial (TV-Show)
- 2002: We Are All Made Of Stars (Musikvideo von Moby)

## Diskografie (Auswahl)

### Alben
- 1982: Angelyne
- 1986: Driven to Fantasy
- 2000: Beauty & the Pink
- 2018: Cosmic Gods

### Singles
- 1978: Rock n' Roll Rebel
- 1979: Too Much to Touch / Mystified
- 1981: Too Much to Touch / Emotional
- 1982: Kiss Me L.A.
- 1983: My List
- 1986: Flirt
- 1988: Animal Attraction
- 2003: I'm So Lucky
- 2017: Heart
- 2017: Sexy Heart

## Zitate
- „Jemand sagte mal: Angelyne zu sehen ist wie dem Nikolaus leibhaftig zu begegnen, nur mit dicken Titten“ (Angelyne in einem Interview mit Explosiv – Das Magazin).